# Toyota Corolla
Toyota Corolla je automobil nižší střední třídy, který od roku 1966 vyrábí japonská automobilka Toyota. Vůz nahradil automobil Toyota Publica a nástupcem verze hatchback se stala Toyota Auris. Se jménem Corolla se dodnes vyrábí sedan. Automobilka také nabízela MPV pod názvem Toyota Corolla Verso. V roce 2023 šlo s 803 tis. prodaných kusů o čtvrtý nejprodávanější automobil na světě.

## První generace E10

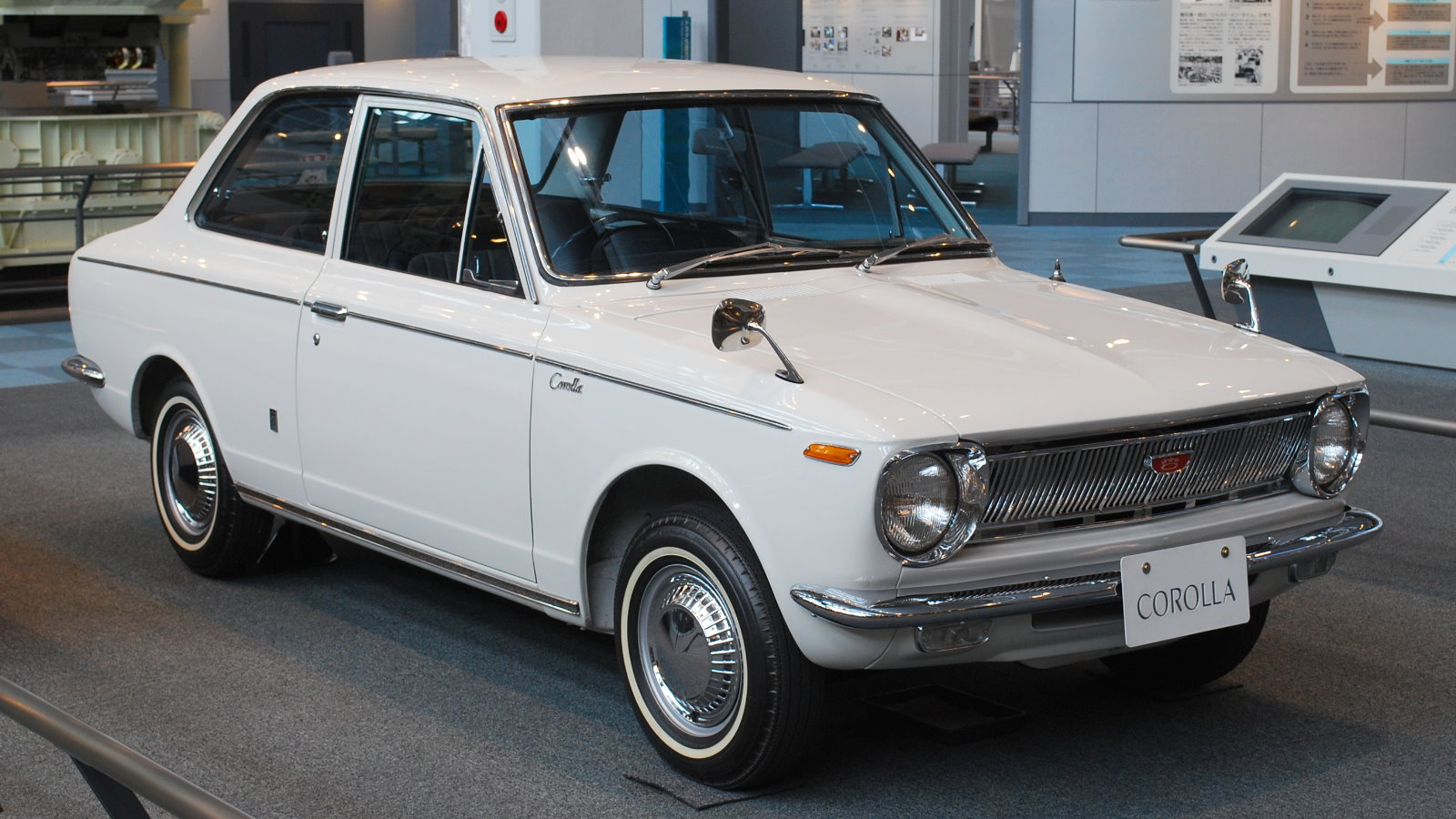
Corolla E10

První generace se vyráběla v letech 1966 až 1970. K pohonu sloužil původně jen motor o objemu 1077 cm³ (60 k/700 kg, 64 k/730 kg a 73 k/735 kg), od srpna 1969 nahrazený 1166 cm³ (69 k, 74 k a 78 k), který byl později používán u Corolly E20.

## Druhá generace E20

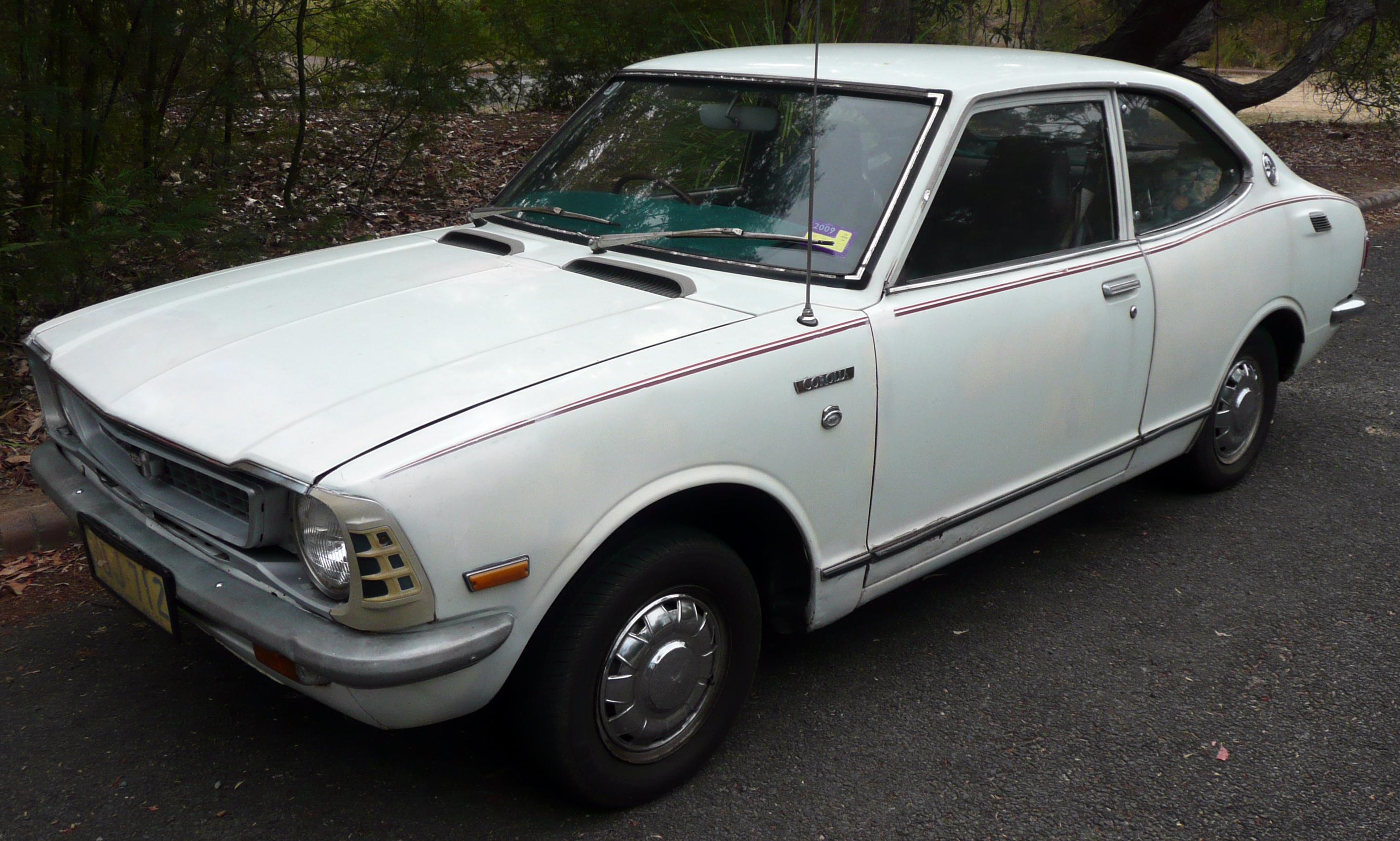
Corolla E20

Druhá generace vycházela z první, ale celý vzhled byl kompletně přepracován. K pohonu byly nabízeny motory 1,4 a 1,6 litru s rozvodem OHV. Sportovněji laděné verze nesly jméno Sprinter a později Sprinter Trueno.

## Třetí generace E30, E40, E50, E60

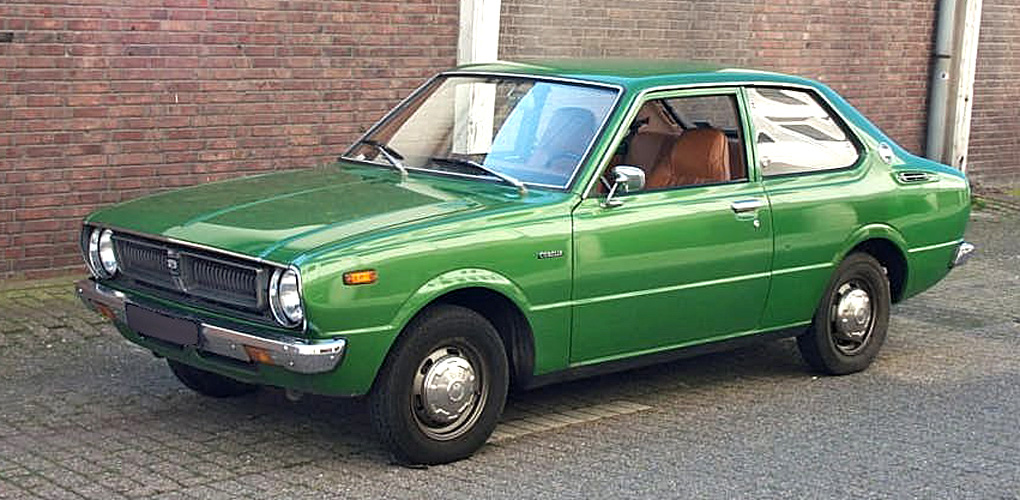
Corolla třetí generace

Poprvé se v nabídce karosářských verzí objevil liftback. Kod E30 označoval klasické Corolly, E40 pak byly modely Sprinter. V roce 1976 byl vůz faceliftován a kódové označení bylo změněno na E50, respektive E60.

## Čtvrtá generace E70

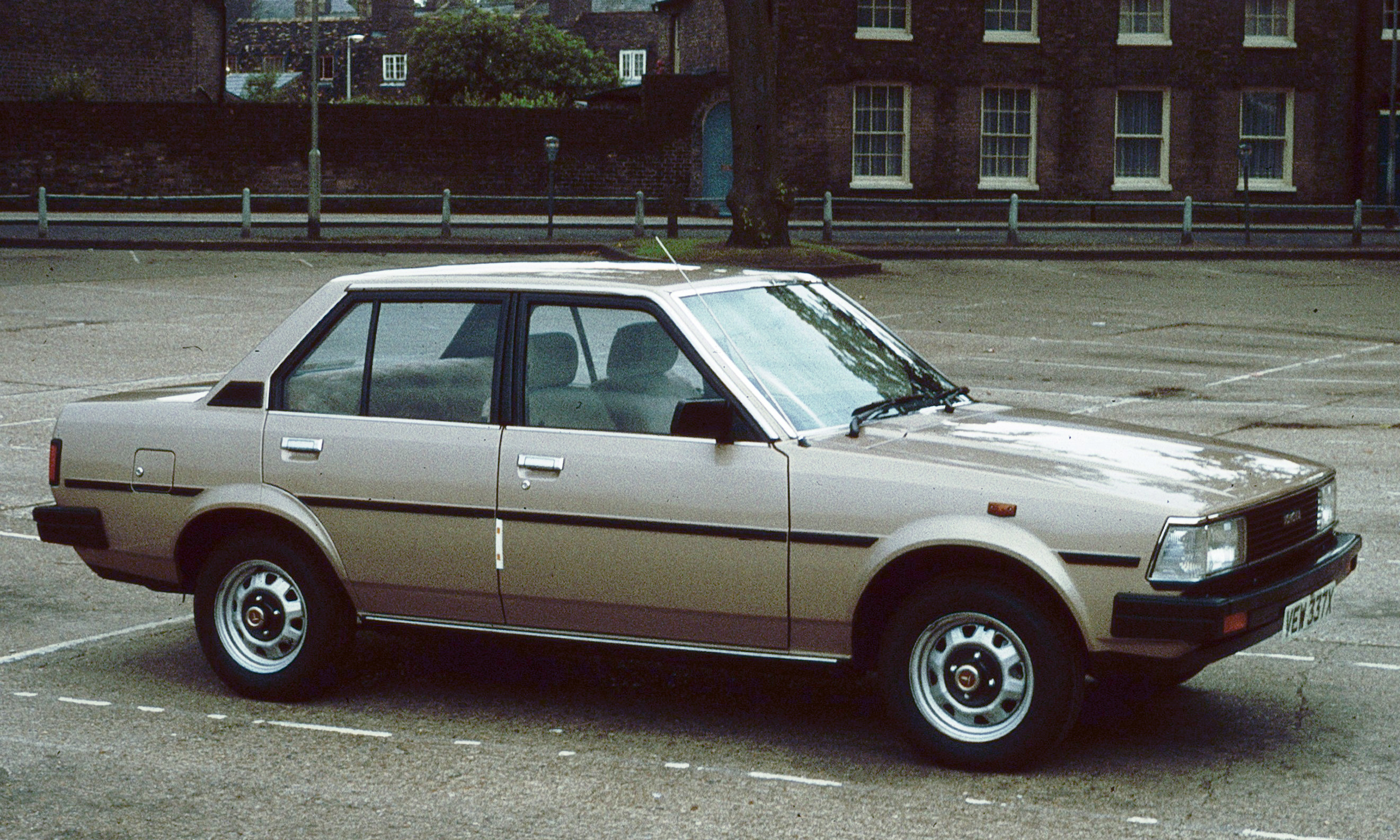
Corolla E70

Tato generace se vyráběla od roku 1979. Vzhled byl velmi podobný modelům Sprinter.

## Pátá generace E80

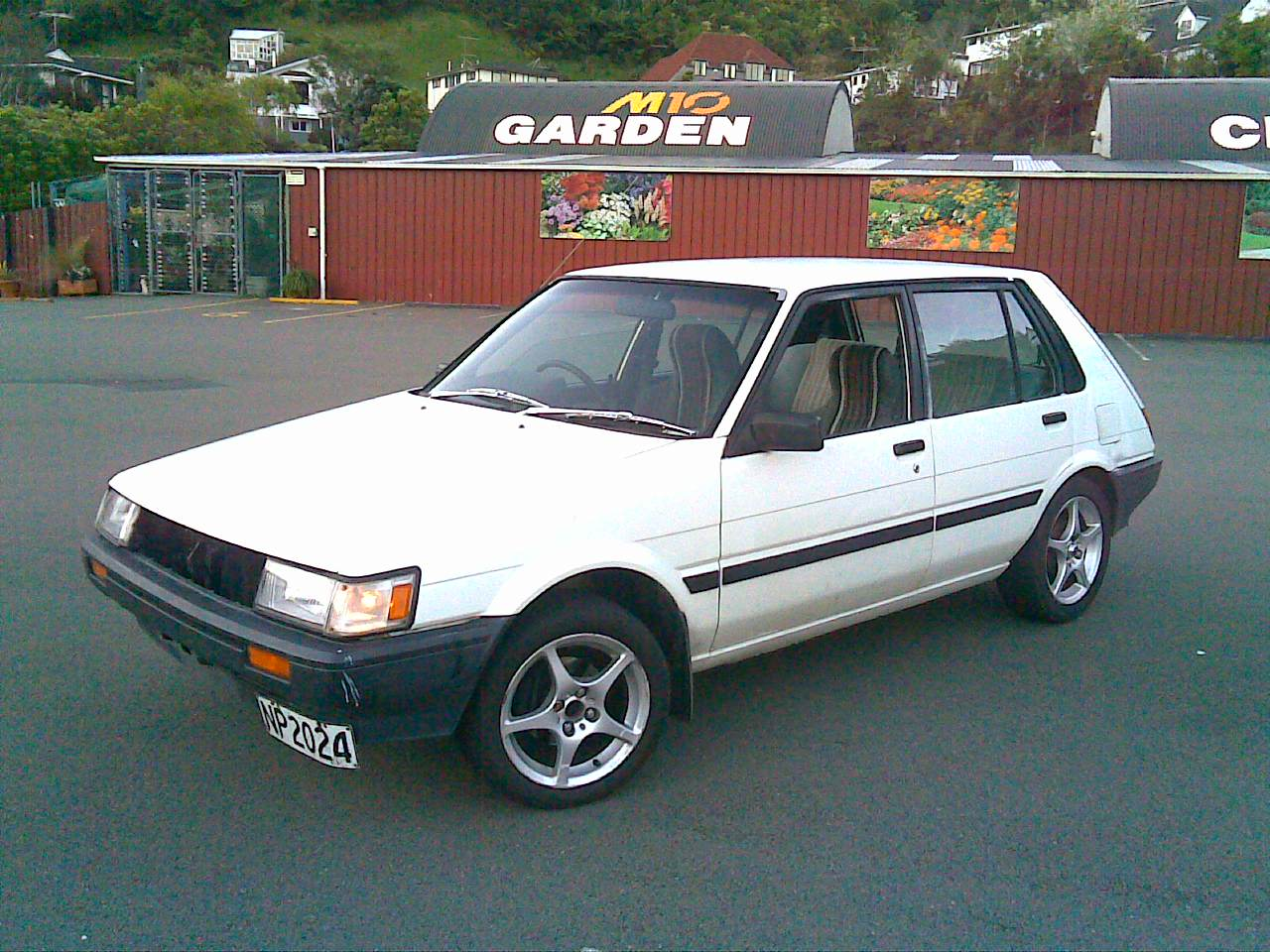
Hatchback E80

Tato generace se začala vyráběl v roce 1983. Poprvé se v nabídce objevily vznětové motory. Vůz prošel faceliftem v roce 1985 a pod názvem Chevrolet Nova se prodával ve Spojených státech amerických. Z této generace byl odvozen sportovní vůz Toyota Corolla AE86.

## Šestá generace E90

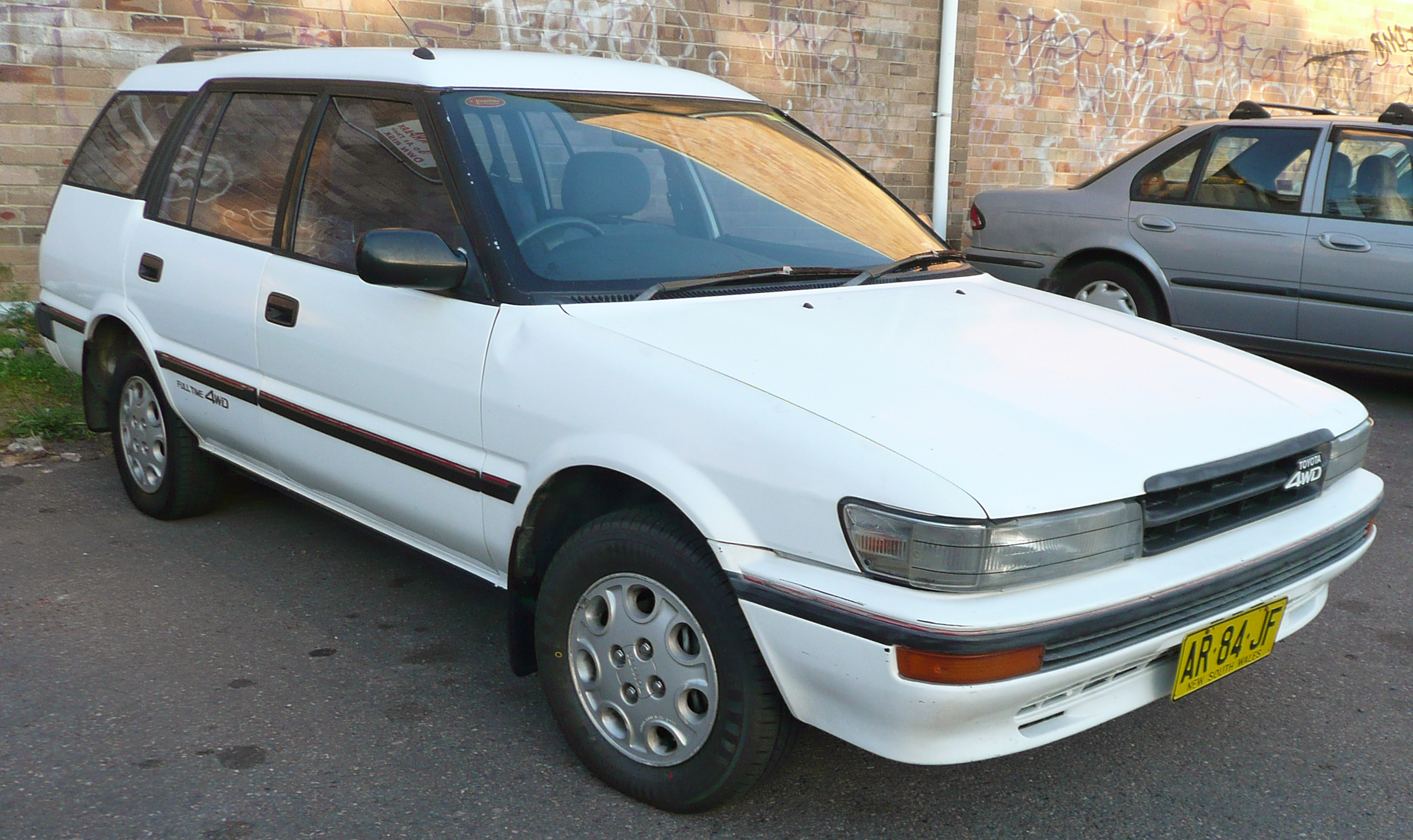
Kombi E90

Šestá generace se vyráběla od roku 1987. Pohon byl předních nebo všech kol. Nabídka motorů byla obrovská a rozdílná pro jednotlivé trhy. Tato generace se prodávala pod názvy Geo Prizm v USA nebo Holden Nova v Austrálii.

## Sedmá generace E100

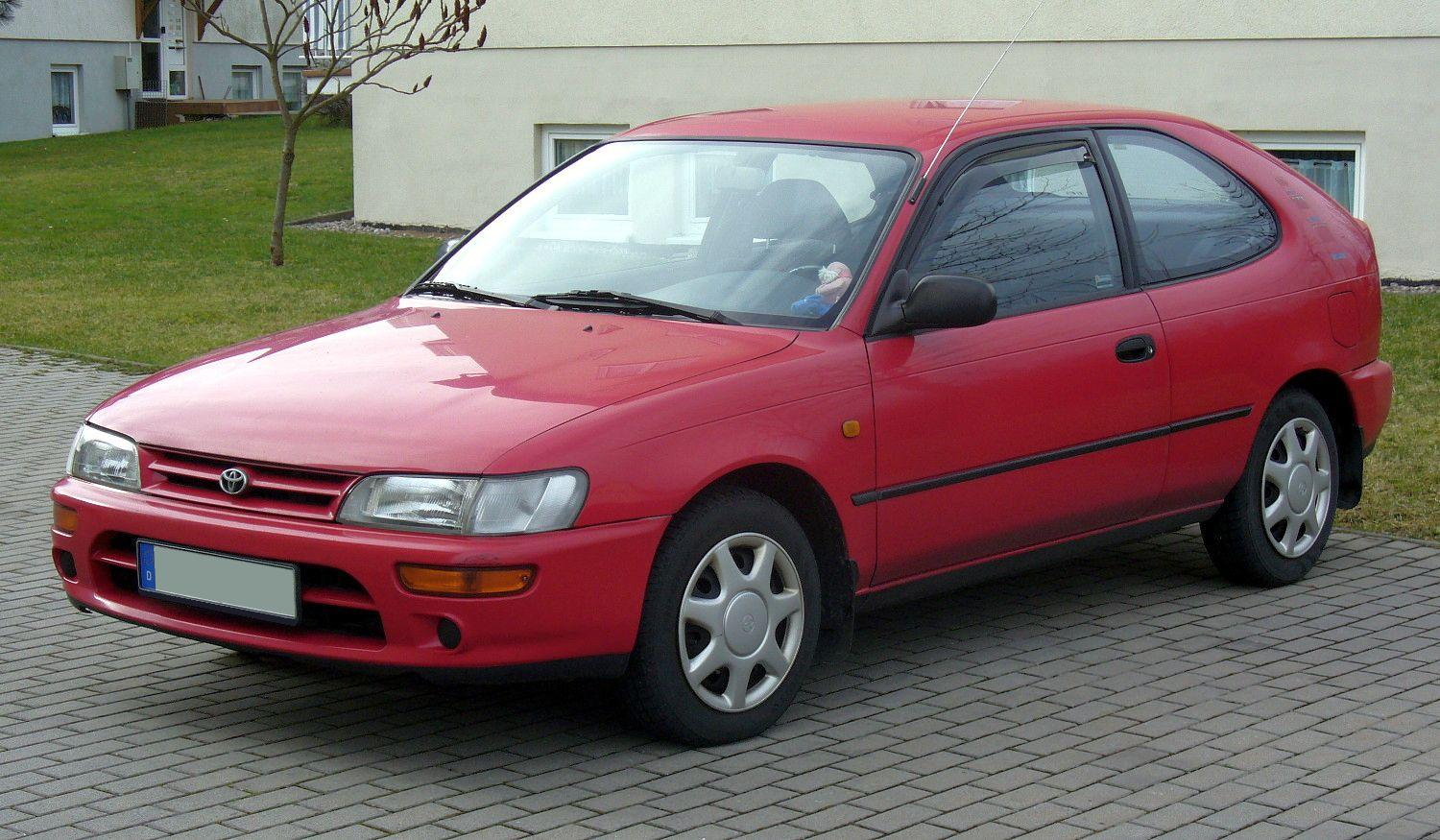
Corolla E100

Corolla generace E100 měla poprvé oblou aerodynamickou karoserii. Výroba byla zahájena v roce 1991.

## Osmá generace E110

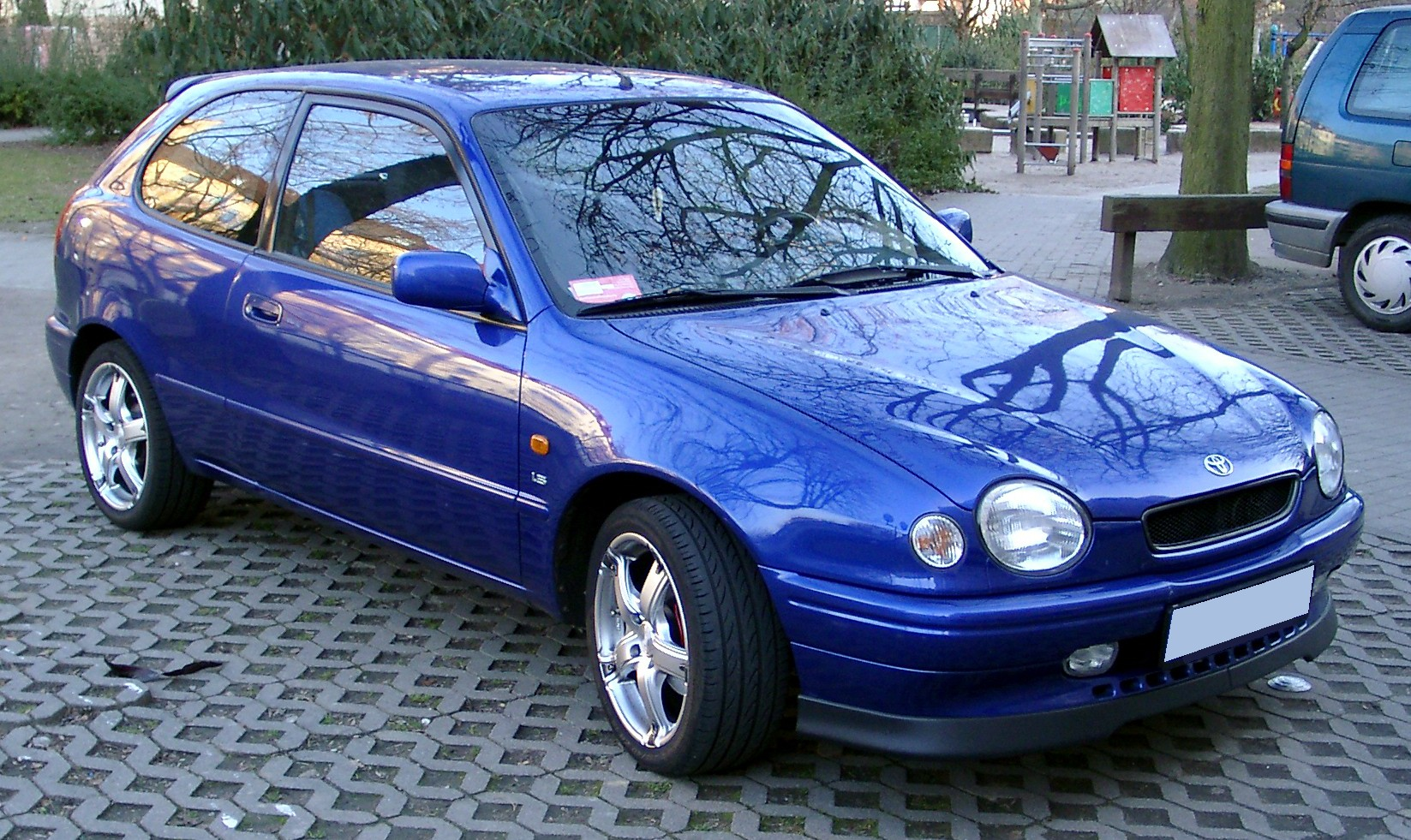
Hatchback osmé generace

Osmá generace označovaná jako E110 se začala prodávat v roce 1995. Vzhled generace byl výrazně odlišen pro americký a evropský trh. Zadní náprava je víceprvková. Tento model výrazně ovlivnil dějiny motorsportu.

## Devátá generace E120, E130

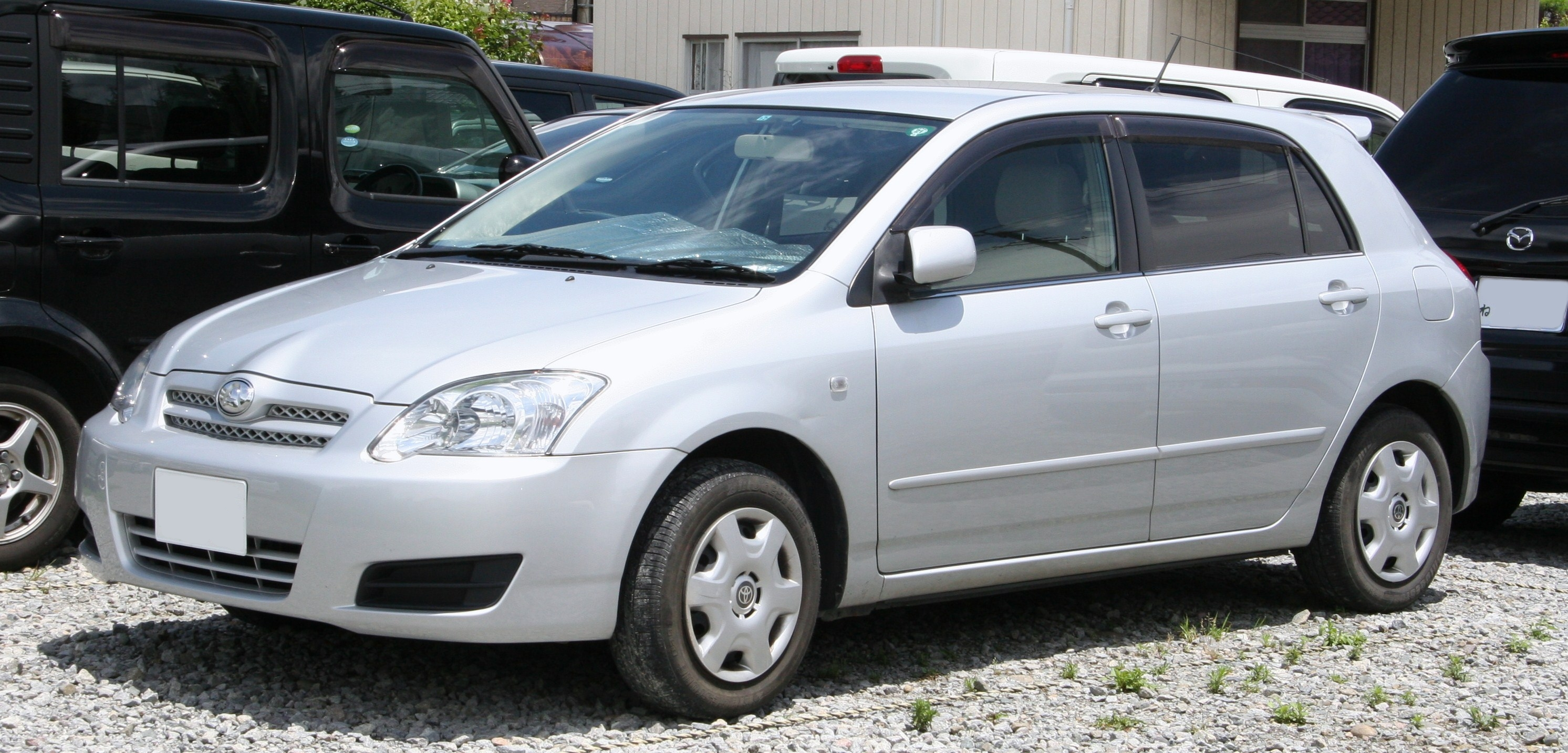
Poslední hatchback nesoucí jméno Corolla

Tato generace byla poslední, kdy se pod jménem Corolla prodával hatchback.

## Desátá generace E140, E150

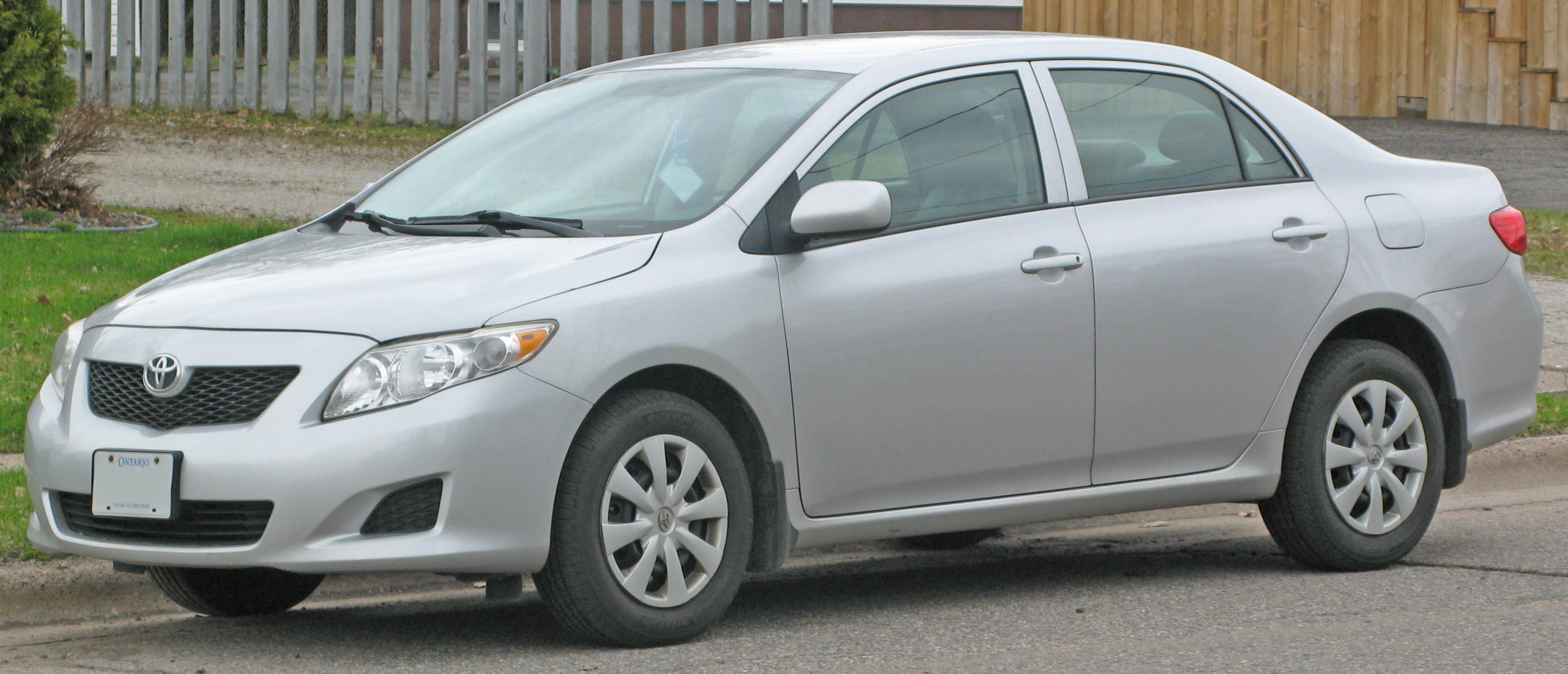
Corolla E140

Desátá generace byla představena v roce 2006. Model E140 je sedan a E150 byl svou koncepcí vozem MPV a je spíše znám pod názvem Scion xB. Klasický hatchback byl nahrazen typem Auris.

## Toyota Corolla Verso

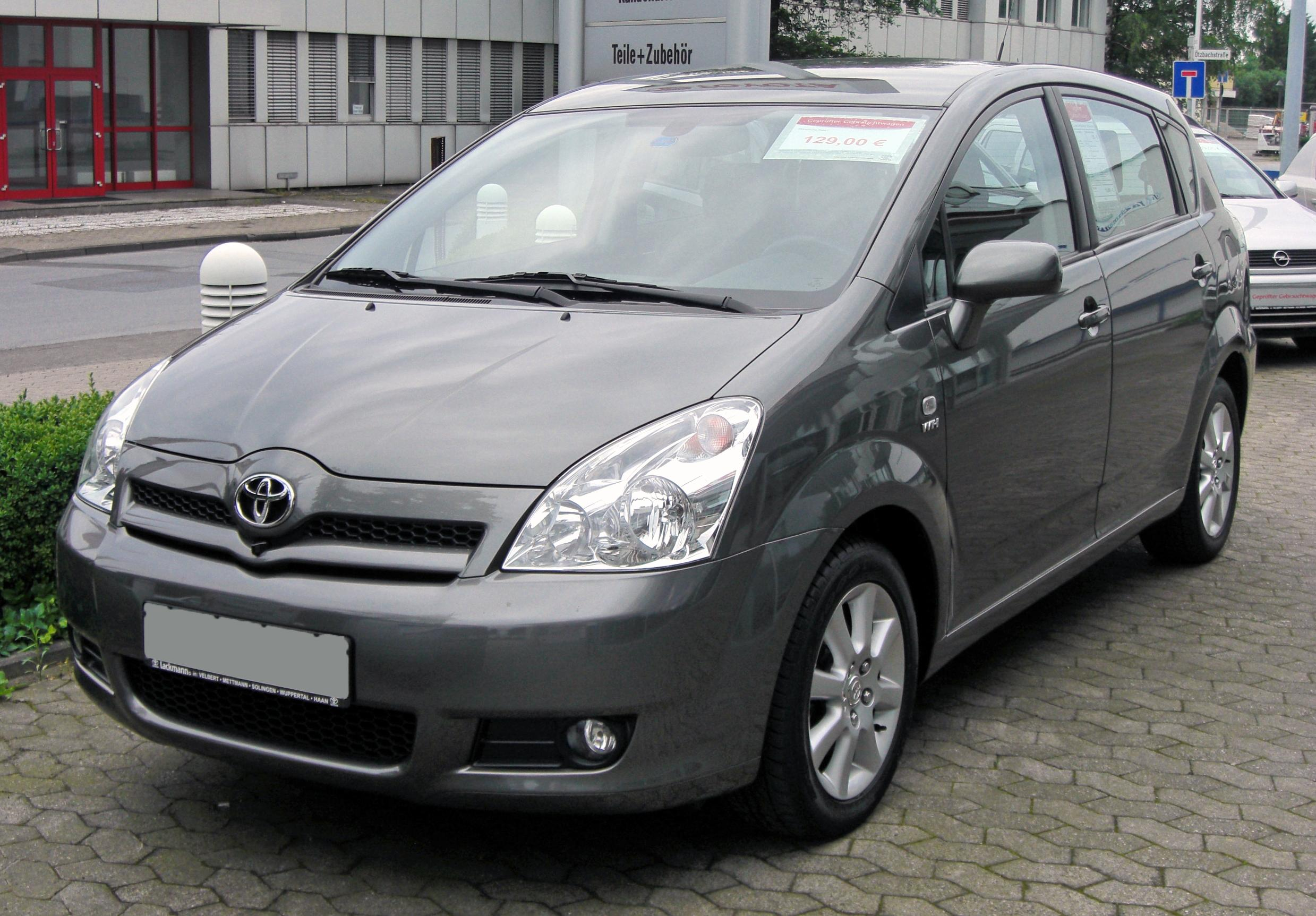
Toyota Corolla Verso

Toyota Corolla Verso je střední MPV, které sdílelo některé prvky s devátou generací Corolly a vozem Toyota Avensis. Po dvou generacích byl prodej pod tímto názvem zrušen a nástupcem se stalo novější MPV prodávané pod názvem Toyota Verso.

## Jedenáctá generace E170, E180
Byla uvedena v roce 2013.

## Dvanáctá generace E210
Byla představena v roce 2018 na autosalonu v Ženevě ve třech karosářských provedeních: hatchback, kombi označovaný Touring Sports a sedan s benzínovým nebo hybridním pohonem. Jedná se o první model Corolla postavený na platformě Toyota New Global Architecture (GA-C), která je sdílená se čtvrtou generací modelu Prius a C-HR. Benzínová varianta s motorem o objemu 1,5l byla naposledy nabízena v roce 2024 pod názvem Klasik pouze pro provedení sedan. Nyní se nabízí pouze s hybridním pohonem kombinujícím benzínový motor o objemu 1,8 (140 koní) nebo 2,0l (196 koní) s elektrickým pohonem v podobě dvou motorgenerátorů MG1 a MG2. Všechny provedení jsou pro Evropu vyráběny v továrně v anglickém Burmastonu.

### Bezpečnost
V květnu 2019 získala 5* v testu bezpečnosti EuroNCAP, dospělá posádka 95%, dětská posádka 84%, chodci 86% a asistenti 77%.

## Sportovní verze

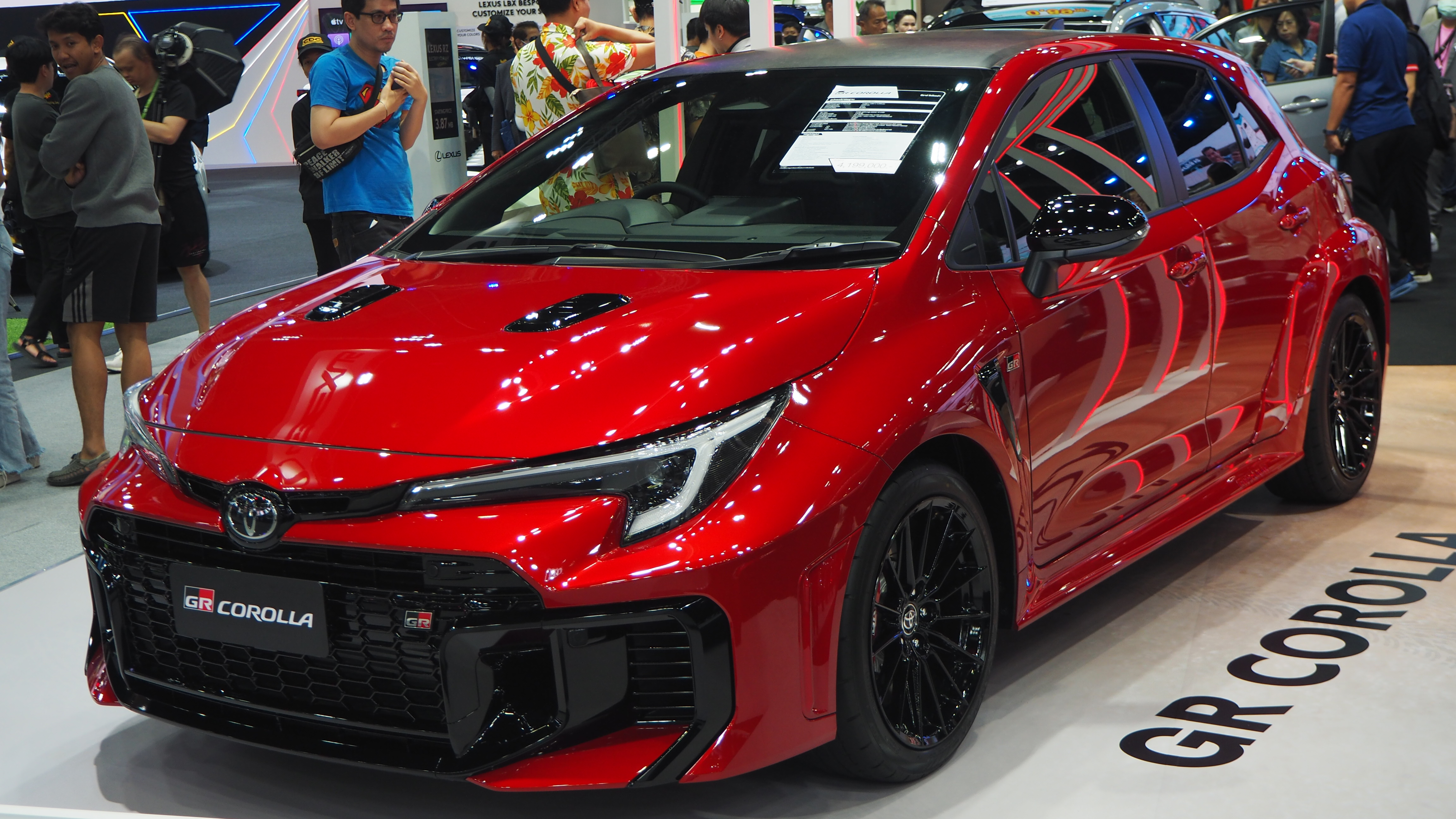
Toyota GR Corolla

Na rozdíl od modelu GR Yaris a GR Supra se sportovní verze modelu GR Corolla v České republice oficiálně nenabízí. Sportovní verze je dostupná pouze jako hatchback, je označena písmeny GR (Gazoo Racing) před názvem modelu, na rozdíl od označení GR Sport za názvem modelu, kde označuje jen designové prvky nadstandardní výbavy.
Verze GR Sport je osazena zážehovým tříválcem o objemu 1,6l s výkonem 304 koní a má pohon všech kol.

## Závodní verze
Díky dlouhé době výroby se Corolla stala úspěšným vozem v řadě disciplín.

### Toyota Corolla WRC

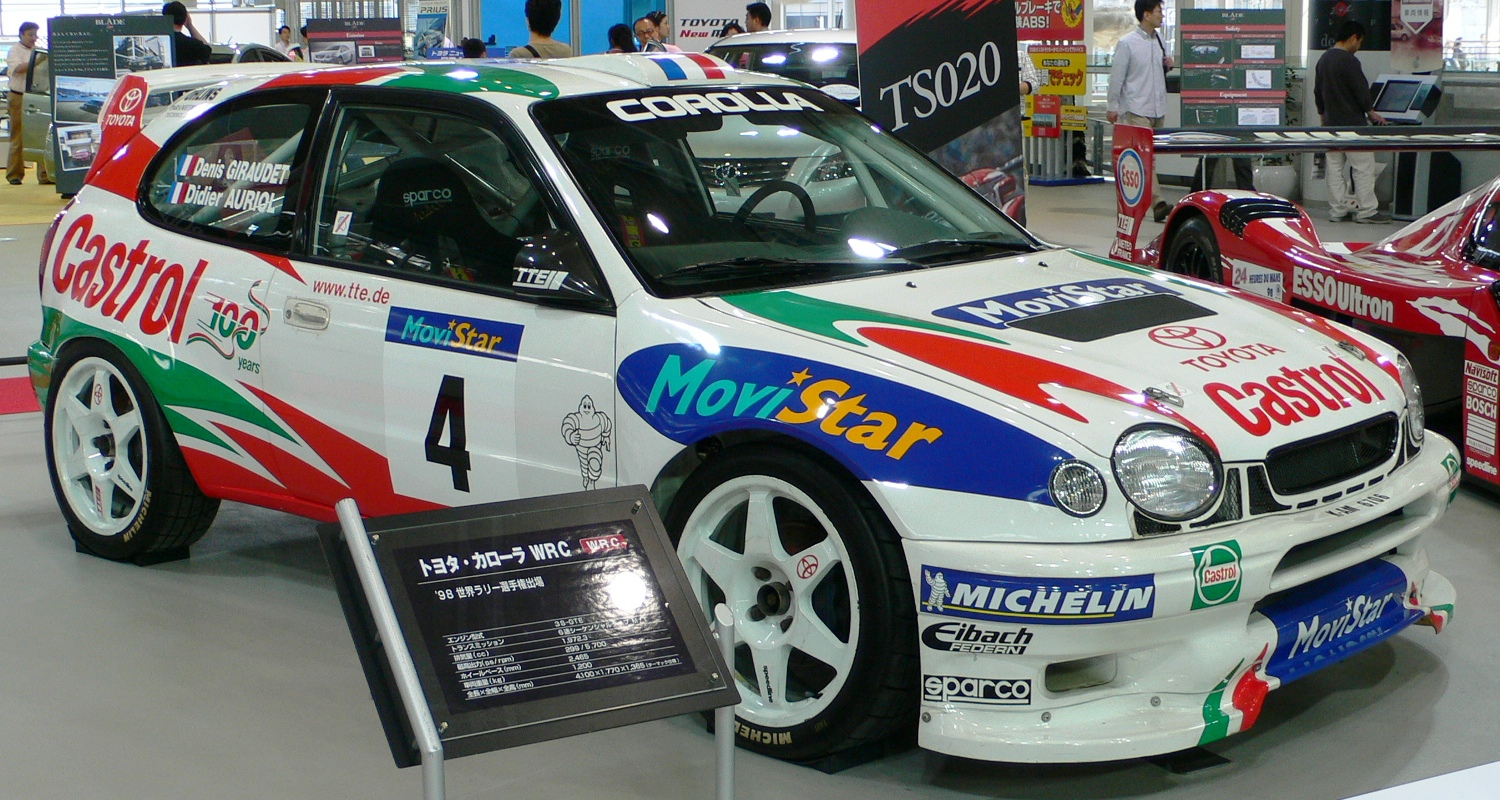
Corolla WRC z roku 1999

Toyota Corolla WRC byla úspěšným a oblíbeným vozem v rallye. Prvním startem byla Finská rallye 1997. Technika byla již dříve testována ve voze Toyota Celica ST205. Po sezoně mistrovství světa v rallye 1999 se Toyota Team Europe stáhl ze závodů a automobilka zaměřila svou pozornost na šampionát Formule 1.
K pohonu sloužil motor o objemu 1972 cm³ s rozvodem DOHC přeplňovaný turbodmychadlem Toyota CT20, který dosahoval výkonu 221 kW a točivého momentu 510 Nm. Sekvenční šestistupňová převodovka byla typu Xtrac. Vůz měl hydraulický přední a centrální diferenciál. Zadní byl mechanický. Zavěšení bylo typu McPherson a tlumiče byly od firmy Öhlins. Tým používal pneumatiky Michelin a kola Speedline.
Rozměry
- Délka – 4100 mm
- Šířka – 1770 mm
- Rozvor – 2465 mm
- Hmotnost – 1230 kg

### Toyota Corolla S2000
Jednalo se o jeden z prvních vozů postavených pro kategorii S2000. Vycházel z deváté generace. O vývoj se postaralo jihoafrické zastoupení automobilky Toyota, které vůz nasazovalo v tamním mistrovství. Mezinárodní homologaci získal vůz v roce 2006. Prvním startem byla Velšská rallye 2006, kde startoval Alister McRae. O rok později proběhla neúspěšná homologace typu s levostranným řízením. Vůz pohání šestnáctiventilový řadový čtyřválec Toyota 3SGE OHC o objemu 1998 cm³, který má výkon 190 kW (258 koní) a točivý moment 240 Nm. Všechny tři diferenciály jsou mechanické. Vůz má sekvenční šestistupňovou převodovku Sadev. Brzdy jsou od firmy Alcon. Zavěšení kol má čtyři vzpěry MacPherson s tlumiči Proflex. Karoserie je upravena z pětidveřového hatchbacku. Na šotolině vůz startuje s patnáctipalcovými koly a na asfaltu s osmnáctipalcovými.
Rozměry
- Délka – 4175 mm
- Šířka – 1760 mm
- Rozvor – 2619 mm
- Hmotnost – 1165 kg